# Josypiwka (hromada Ostropol)
Josypiwka (ukr. Йосипівка) – wieś na Ukrainie, w obwodzie chmielnickim, w rejonie chmielnickim, w hromadzie Ostropol. W 2001 liczyła 390 mieszkańców, spośród których 389 wskazało jako ojczysty język ukraiński, a 1 inny.